# Canal+ Premium
Canal+ Premium es la versión polaca de la cadena de televisión Canal+. Se trata del primer canal de televisión de pago de Polonia. Su programación incluye estrenos diarios de películas, series, documentales, eventos deportivos y cortometrajes de todo el mundo.

## Historia
El 23 de noviembre de 1994, el Consejo Nacional de Radiodifusión otorgó la licencia a la emisora. La transmisión analógica comenzó el 2 de diciembre de 1994 a través del satélite Hot Bird desde París. En enero de 1995, se inauguró un estudio de Canal+ en Varsovia, y un mes después, Canal+ comenzó a emitir desde Varsovia.
El 21 de marzo de 1995, se inició oficialmente la transmisión a través de una red de 19 transmisores de televisión terrestre analógica (se suponía que la red se ampliaría, pero se denegó el permiso). Con la excepción de algunos programas, la transmisión estaba cifrada (el sistema de codificación mezclaba las líneas individuales de la imagen de televisión y distorsionaba el sonido). Para decodificarla se necesitaba un decodificador especial con una tarjeta distintiva con forma de llave, que se sustituyó por una tarjeta estándar en 1997.
El 1 de abril de 1995, se emitió en directo el primer partido de la liga polaca en la historia de Canal+. El 19 de junio de 2001, Canal+ finalizó su emisión terrestre. Tras la emisión, se publicó información sobre dónde y a qué distribuidores autorizados se podía contratar la plataforma satelital Cyfra+ para seguir viendo el canal. Entre 2009 y 2010, las cadenas de cable retiraron gradualmente el canal de su oferta de televisión analógica, lo que supuso el fin total de la emisión analógica de la cadena.
Al inicio de su existencia, el canal recibió varias multas por transmitir anuncios o películas que no cumplían con las resoluciones del Consejo Nacional de Radiodifusión.
El canal, al igual que Telewizja Polska, no interrumpe sus programas con publicidad, salvo en las retransmisiones deportivas, aunque las emisoras comerciales están exentas de esta obligación. Hasta finales de agosto de 2009, todos los gráficos utilizaban una relación de aspecto de 4:3.
El 18 de marzo de 2011 el canal empezó a emitir en HD.
En febrero de 2013, el canal anunció que suspendería las inversiones en películas polacas y sus propias series. En noviembre de 2013, los eventos deportivos se trasladaron a Canal+ Sport , Canal+ Family y Canal+ Family 2. A partir de entonces, la programación del canal se basó completamente en películas y series.
El 11 de mayo de 2015, como resultado de la renovación de todo el paquete de canales de Canal+ y el lanzamiento de dos nuevos canales, el deporte regresó al canal principal y Canal+ volvió a coproducir cine polaco.
El 1 de mayo de 2020, el canal cambió su nombre a Canal+ Premium.